# Baba Yara Stadion
A Baba Yara Stadion (angolul: Baba Yara Stadium, korábbi angol nevén: Kumasi Sports Stadium) különböző sportesemények megrendezésére alkalmas stadion Kumasiban, Ghánában. Az 1959-ben épült sportlétesítmény az afrikai ország legnagyobb stadionja, melyet a ghánai rendezésű 2008-as Afrikai Nemzetek Kupája miatt az olasz Consar Ltd. kivitelezésében felújítottak és kibővítettek. Jelenleg 40 528 néző befogadására alkalmas, a felújítás után csak ülőhelyekkel, részben fedett lelátóval, saját megvilágítással rendelkező sportlétesítmény. A pálya felülete fű.
Kumasi Ghána második legnagyobb városa, az ashanti régió székhelye és egyben a ghánai labdarúgás központja is, hiszen számos mérkőzését itt játssza a Ghánai labdarúgó-válogatott, becenevükön a "Fekete Csillagok", ebben a stadionban rendezi hazai mérkőzéseit az ország leghíresebb labdarúgó-csapata az Asante Kotoko F.C. is, és ebben a városban örvend legnagyobb népszerűségnek a labdarúgás az országban.
A felújított építmény hivatalos megnyitójára 2007. december 15-én került sor, melyen John Agyekum Kufuor, Ghána miniszterelnöke avatta fel a sportlétesítményt fényes ceremónia keretein belül. A megnyitó ünnepséget követően a pályán Ghána ifjúsági labdarúgó-válogatottja játszott először Elefántcsontpart korosztályos labdarúgó-válogatottja ellen.